# SN 2004hl
SN 2004hl – supernowa typu Ia odkryta 7 grudnia 2004 roku w galaktyce A011338-0027. W momencie odkrycia miała maksymalną jasność 22,00m.